# Nintendo 64DD
Le Nintendo 64DD (Disk Drive) est un périphérique de la console Nintendo 64 sorti au Japon le 1er décembre 1999.
Le 64DD se connecte à la Nintendo 64 via le port extension situé sous la console. Il permet à la Nintendo 64 de lire des disques magnétiques. Un modem permettait également de se connecter au réseau Randnet qui offrait différentes options comme le jeu en ligne, un service de messagerie ou la navigation sur Internet.
Le 64DD offre la possibilité de faire communiquer deux jeux, l'un sur la Nintendo 64 au format cartouche et l'autre sur le 64DD au format disque, pouvant ainsi accueillir des projets plus ambitieux ou des extensions.

## Historique

### Genèse
Le 5 mai 1994, Nintendo annonce que le support des jeux de sa future console 64-bits, alors connue sous le nom de code Project Reality, sera la cartouche. À cette époque, les consoles concurrentes alors en développement, la Saturn de Sega et la PlayStation de Sony, ont choisi le support CD-ROM. Le CD-ROM offre une capacité de stockage beaucoup plus importante que la cartouche pour un cout de production relativement faible.
La console, renommée Nintendo Ultra 64, est présentée en novembre 1995, lors du salon Shoshinkai. Le président de Nintendo de l'époque, Hiroshi Yamauchi, en profite pour annoncer le développement d'un périphérique surnommé Bulky Drive. Cette extension, qui doit permettre à l'Ultra 64 de lire un nouveau type de disque magnétique offrant une capacité de stockage bien plus importante que les cartouches, est prévue pour la fin de l'année 1996, quelques mois seulement après la sortie de la console. 
Le projet prend le nom de 64 Dynamic Drive (64DD) quelque temps plus tard.
L'extension, devenue 64 Disk Drive, est enfin présentée au grand public comme à la presse spécialisée lors du salon Shoshinkai de novembre 1996. Ses caractéristiques ainsi que son concept impressionnent. La démo jouable de Kyojin no Doshin prouve la supériorité de l'extension en son temps tandis que la conversion de Super Mario 64 au format « disk » démontre que les temps de chargement sont très courts. Nintendo annonce, comme atout principal pour le lancement du 64DD, le futur Zelda 64. Le 64DD est alors annoncé pour 1997.
Après une communication plus que réussie à travers ce salon, le 64DD est dès lors très attendu au Japon, et est même vu comme étant le début de la fin pour Sony et sa PlayStation. L'extension voit le nombre de projets et de rumeurs l’entourer augmenter peu après le Shoshinkai de 1996. De nombreux éditeurs tels que Infogrames, Imagineer ou encore Rare affirment ou semblent développer des jeux pour le 64DD. Durant la même période, Nintendo confirme la rumeur selon laquelle il sera possible de se connecter à un réseau privé via un modem, nouvel argument d'achat pour la future extension.

### Retards et reports
Malgré toutes ces nouvelles et l'attente du public japonais, le 64DD ne sort pas en 1997, laissant ainsi la PlayStation de Sony continuer son avance. De nombreux projets destinés au 64DD, notamment Zelda 64 (devenu The Legend of Zelda: Ocarina of Time) sont finalement annoncés au format cartouche ou reportés. Pour rassurer le public, Nintendo annonce Ura Zelda, une extension d'Ocarina of Time destinée au 64DD, tandis qu'UbiSoft parle d'une possible extension de Tonic Trouble. En outre, une rumeur affirme qu'une sortie nord-américaine est prévue. 
Une nouvelle présentation du 64DD se déroule au cours du Nintendo Space World (nouveau nom du Shoshinkai) en novembre 1997. Nintendo y présente les disks Mario Artist qui promettent de nombreuses possibilités de création. Le 64DD est désormais annoncé pour juin 1998 au Japon.
Le 3 avril 1998, Nintendo repousse encore une fois la sortie de l'extension mais cette fois-ci pour une durée indéterminée. La possible sortie nord-américaine n'est plus mentionnée et la plupart des projets en cours sur le 64DD sont transférés sur cartouche (ou sur les futures consoles ultérieures) ou tout simplement annulés. À la fin de l'année, Sega lance sa Dreamcast, première console 128-bit de l'histoire, rendant l'extension de la Nintendo 64 obsolète alors que celle-ci n'est même pas encore sortie. Le public et la presse spécialisée commencent à dire que le 64DD est un projet mort-né.

### Sortie et fin de vie
En mai 1999, au cours du salon Electronic Entertainment Expo, Nintendo évoque sa nouvelle console 128-bits, le Project Dolphin (future Nintendo GameCube). Le sort du 64DD semble alors scellé, néanmoins Nintendo confirme une sortie pour la fin de l'année avec 10 jeux à son lancement et une connexion internet assurée par l'entreprise Recruit. Nintendo annonce également que le 64DD quittera le Japon seulement si le succès est au rendez-vous. 
Une dernière présentation du 64 Disk Drive, se déroule lors du Nintendo Space World d'août 1999. Un câble spécial permettant de connecter une Game Boy Color à une Nintendo 64 afin d'échanger des données ou de télécharger des jeux via le 64DD y est montré. 
Le 64DD est finalement disponible au Japon le 1er décembre 1999 mais avec seulement deux jeux : Kyojin no Doshin et Mario Artist: Paint Studio. Peu de jeux sortiront sur 64DD, seulement neuf durant une année entière, et parmi toutes les extensions de jeux annoncées à l'époque, Ura Zelda, Banjo-Tooie, etc., seulement une seule a vu le jour : F-Zero X: Expansion Kit. 
Certaines sources prétendent que Nintendo fabriqua 100 000 64DD pour le lancement mais que seuls 15 000 exemplaires trouvèrent acquéreur, ce qui en fait un échec commercial. Les sorties nord-américaines et européennes sont annulées.
Deux versions du 64DD étaient disponibles à la vente : la version vendue dans le commerce, dite « Retail », comportant uniquement le 64DD et la version vendue par correspondance, dite « Randnet Starter Kit ». Cette dernière comportait le 64DD, un Expansion Pak, le modem et le disc de navigation internet. Il était également possible de commander une édition spéciale de la console Nintendo 64 appelée « Clear Black ». 
Après une seule année d'existence, Nintendo abandonne officiellement le 64DD en décembre 2000. Le service Randnet fonctionna du 1er décembre 1999 au 28 février 2001.

## Les spécificités techniques

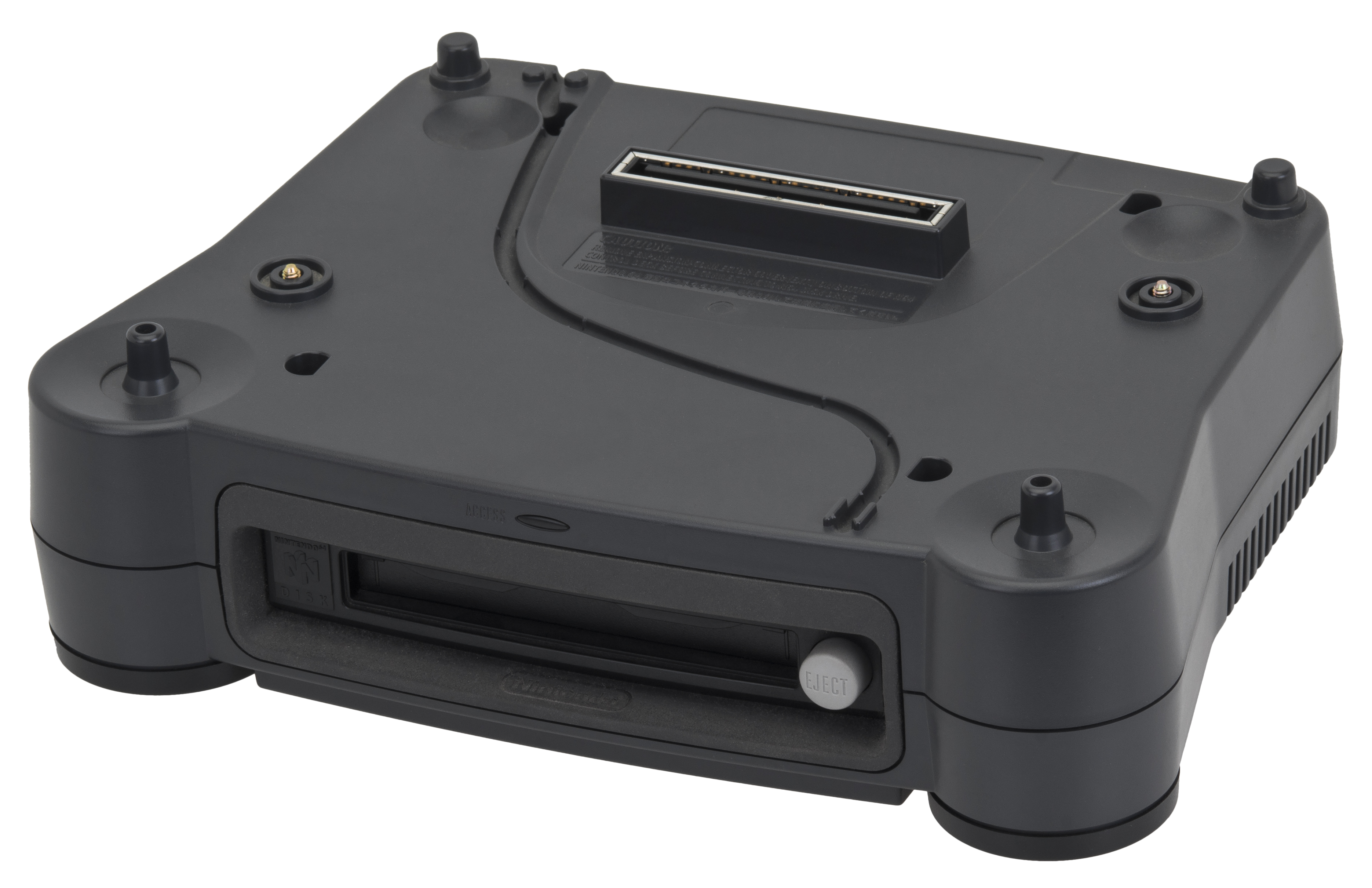
Le 64DD seul.

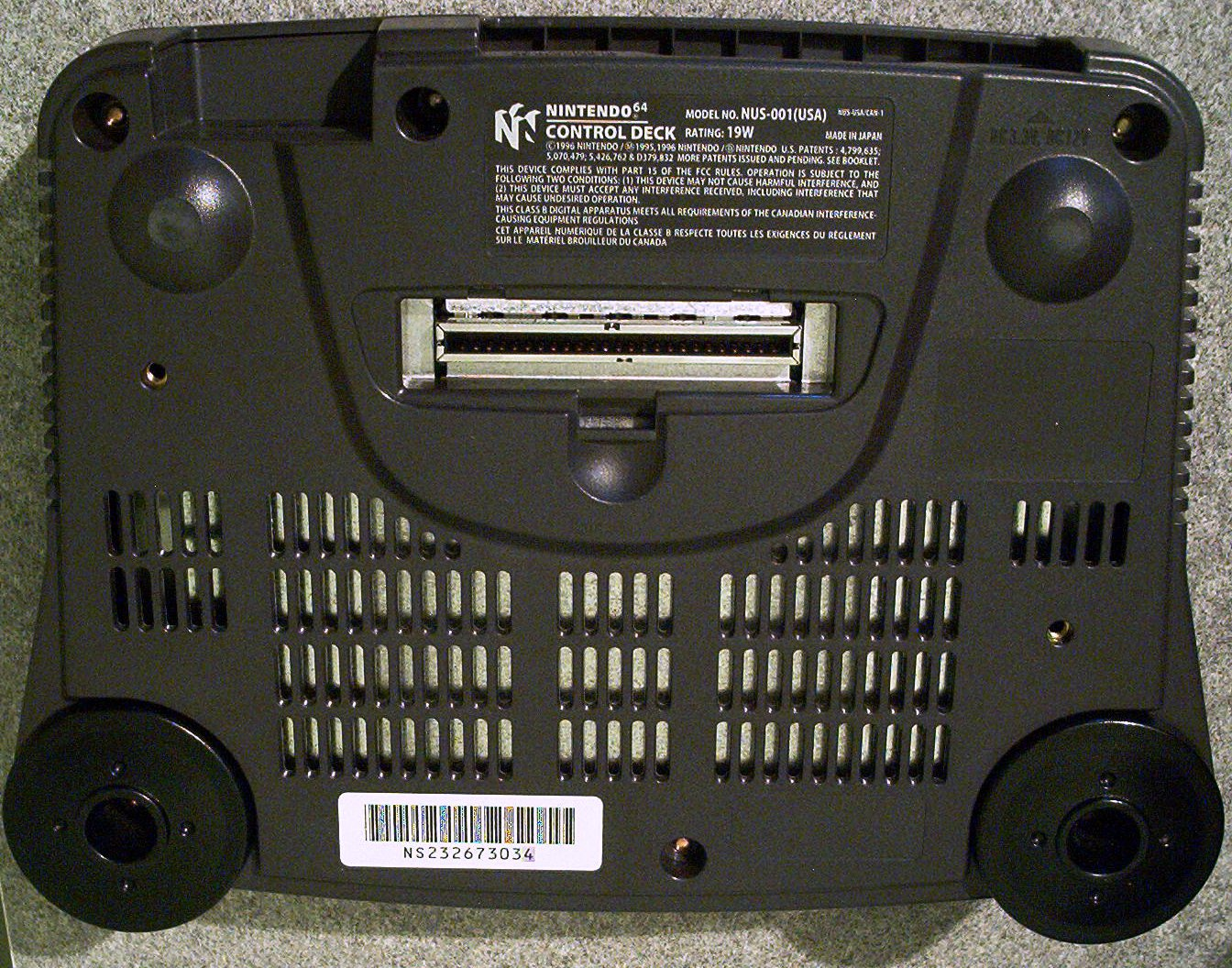
Le 64DD se connecte à la console via le port extension.

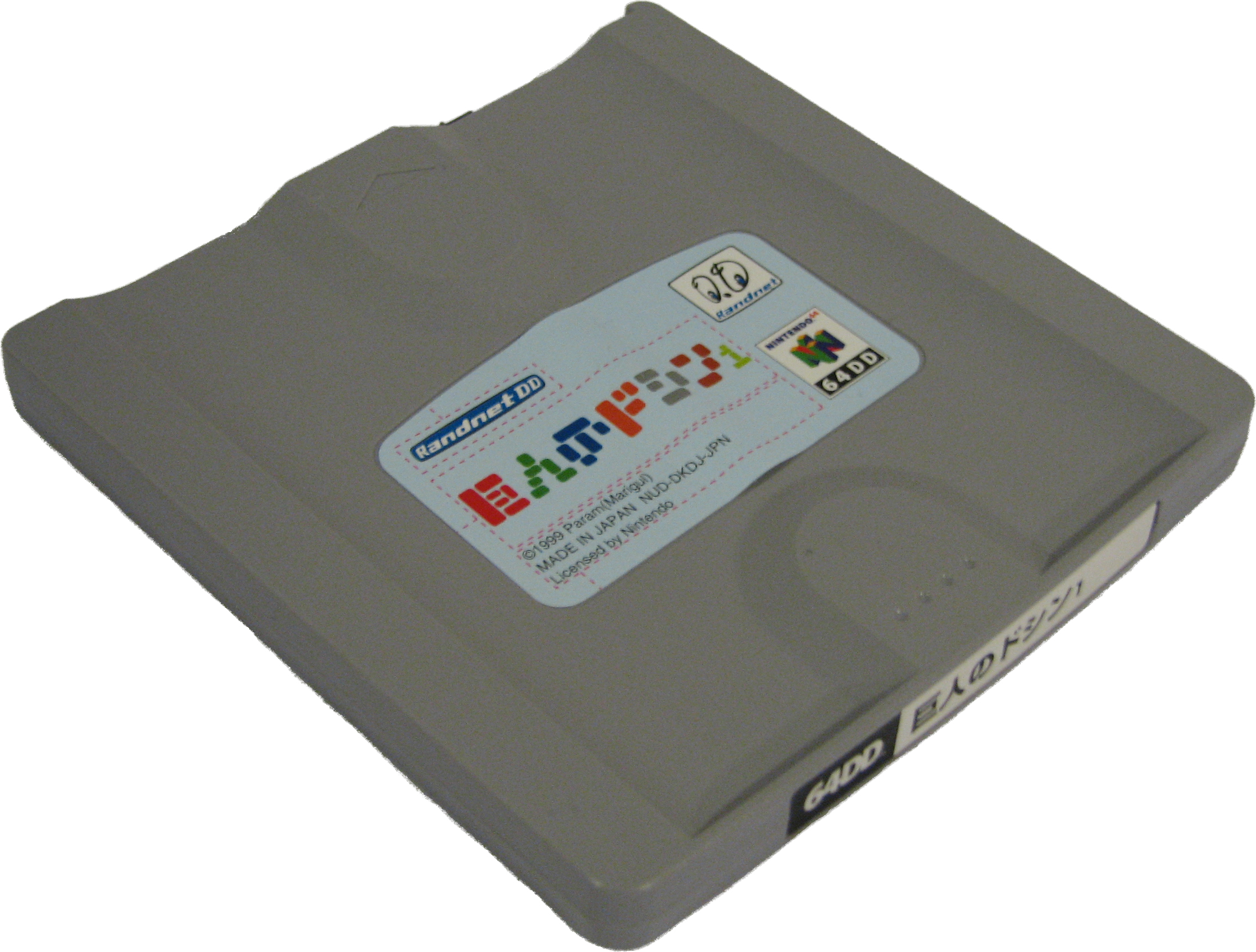
Un disque 64DD.

### Le 64DD
Le 64DD se connecte à la Nintendo 64 via le port extension situé sous la console. Les derniers modèles de N64 (versions Pikachu) sont dépourvus du port extension et donc incompatibles avec le 64DD. L’Expansion Pak, qui augmente la mémoire de la console de 4 Mio à 8 Mio, est indispensable pour faire fonctionner le 64DD.
Le 64DD dispose d'une horloge temps réel (celle-ci va de 1996 à 2095) et d'un co-processeur 32 bits aidant la lecture des disques magnétiques.
Le lecteur du 64DD est aussi rapide qu'un lecteur de CD-ROM PC (soit environ 1 Mo par seconde) et la lecture du disque se fait en temps réel. La lecture est en « Burst Access » ce qui ne permet que des animations en temps réel non-compressées.
Ses dimensions sont de : 26 cm x 19 cm x 7,87 cm et sa masse de 1,6 kg.

### Les disques
Le 64DD utilise un format propriétaire de disque magnétique, certaines sources prétendent qu'il s'agit d'une technologie magnéto-optique mais la documentation de Nintendo à l'intention des développeurs précise qu'il s'agit d'un support magnétique, et non magnéto-optique,.
Les disques 64DD, appelés « disks », ont une capacité de stockage de 64.45 Mio, soit l'équivalent de huit cartouches Nintendo 64 de première génération. Les disques 64DD, pouvant atteindre 64 Mio de données contre 4 Mio pour les jeux en cartouche lors de la sortie de la Nintendo 64, permettent de réaliser des projets contenants bien plus de données que les titres sortant sur cartouche ; mais cet avantage disparut avec le temps puisque des jeux tels que Resident Evil 2, sorti au format cartouche, ont égalé la capacité d'un disque 64DD.
Les disques sont réinscriptibles, le joueur peut y inscrire jusqu'à 38.44 Mio de données personnelles 
Le 64DD est « hot swappable », un jeu peut (théoriquement) tenir sur plusieurs disques. De même, il est possible de faire communiquer plusieurs jeux entre eux en changeant simplement de disque.
Les disques 64DD sont de couleur grise, comme les cartouches N64. Les disques utilisés par les développeurs sont de couleur bleue. Les 64DD destinés aux développeurs sont reconnaissables grâce à la fente dans laquelle s'insèrent les disques qui est également bleue.

### Accessoires
Le 64DD permet de se connecter à internet grâce à un modem (28,8 kbit/s) qui s'insère dans le port cartouche de la console. 
Une souris et un clavier, facilitant la navigation sur internet, étaient également disponibles.
La cartouche d'acquisition vidéo, vendue en offre groupée avec Mario Artist: Talent Studio, permet de faire communiquer le jeu avec un caméscope, un micro ou un magnétoscope.

## Randnet
Randnet était le service en ligne du 64DD. Il était assuré par RandnetDD Co., Ltd, une coentreprise fondée par Nintendo et Recruit le 30 juin 1999. Le nom Randnet est un mot-valise signifiant Recruit and Nintendo Network.
Le service Randnet fonctionna, uniquement au Japon, du 1er décembre 1999 au 28 février 2001. Il offrait de nombreux services aux joueurs comme la possibilité de jouer en ligne (seul le jeu Japan Pro Golf Tour 64 propose un mode en ligne), la navigation sur le web, le partage de données (comme des niveaux ou des animations) entre utilisateurs et la lecture du Nintendo Online Magazine. Les utilisateurs pouvaient aussi communiquer entre eux ou avec les développeurs d'un jeu.
Nintendo avait également prévu la possibilité de télécharger des démos de jeux en développement ainsi que du contenu additionnel mais aussi l'achat de jeux et de musiques en ligne. En raison de l'échec du 64DD ces projets ne se concrétisèrent pas.
Le Randnet Starter Kit comportait tout le nécessaire pour bénéficier du service (modem, disk de navigation internet RandnetDD). Randnet était un service payant, les utilisateurs devaient souscrire un abonnement de 2500 yens par mois.
Le service comptait entre 10 000 et 15 000 utilisateurs. La série Mario Artist permettait notamment aux utilisateurs de partager leurs créations. Des concours et des événements spéciaux étaient régulièrement organisés. 
Malgré des caractéristiques en avance sur son temps, Randnet, tout comme le 64DD, ne rencontra pas le succès escompté et Nintendo décida d'interrompre définitivement le service le 28 février 2001.

## Liste des jeux
| Titre                                                    | Date de sortie |
| -------------------------------------------------------- | --- |
| Super Mario 64: Disk Version (portage de Super Mario 64) | Démo technique présentée lors d'un Nintendo Space World pour démontrer les capacités du 64DD. N'est pas rendu disponible au grand public. |
| Kyojin no Doshin                                         | 1er décembre 1999 |
| Mario Artist: Paint Studio                               | 1er décembre 1999 |
| RandnetDD disk                                           | 1er décembre 1999 (avec le Randnet Starter Kit) 23 février 2000 (seul)                                                                    |
| Mario Artist: Talent Studio                              | 23 février 2000 |
| SimCity 64                                               | 28 février 2000 |
| F-Zero X: Expansion Kit                                  | 21 avril 2000 |
| Japan Pro Golf Tour 64                                   | 2 mai 2000 |
| Kyojin no Doshin Kaihō Sensen Chibikko Chikko Daishūgō   | 17 mai 2000 |
| Mario Artist: Communication Kit                          | 29 juin 2000 |
| Mario Artist: Polygon Studio                             | 29 août 2000 |

### Les jeux annulés
- 7th Legion[6]
- Automobili Lamborghini Add-On (extension du jeu Automobili Lamborghini)[7]
- Banjo-Kazooie 2 (sorti au format cartouche sous le nom de Banjo-Tooie)
- Cabbage (influença le développement de Nintendogs)
- Communication Game (jeu jouable en ligne développé par PostPet)
- Creator (intégré dans la série Mario Artist)
- DD Sequencer[8]
- Derby Stallion 64[9]
- Desert Island: No Man's Island[10]
- Dezaemon 3D Expansion Kit[11]
- Diablo[12]
- Digital Horse Racing Newspaper
- Doubutsu Banchou (Animal Leader, sorti sur Nintendo GameCube sous le nom de Cubivore: Survival of the Fittest)
- Dōbutsu no Mori (Animal Forest, sorti au format cartouche puis sur Nintendo GameCube sous le nom de Animal Crossing)
- Dragon Ball Z: Block Butouden (développé SETA Corporation en 2000, apparait lorsque le jeu Tetrisphere est lancé avec le 64DD)
- Dragon Quest VII[13] (sorti sur PlayStation)
- DT Bloodmasters[14]
- Famicom Classics Vol. 1[réf. nécessaire]
- Far East of Eden: Oriental Blue[15] (sorti sur Game Boy Advance)
- Fire Emblem: Ankoku no Miko (certains éléments du scénario ont été réutilisés dans Fire Emblem: The Binding Blade sur Game Boy Advance)
- Gendai Dai-Senryaku: Ultimate War[16]
- Hiryu no Ken Stadium DD Real Version
- Hiryu no Ken Stadium DD SD Version
- Hybrid Heaven (sorti au format cartouche)
- Jungle Emperor Leo
- Kirby 64: The Crystal Shards (sorti au format cartouche)
- Mario Artist: Game Maker
- Mario Artist: Graphical Message Maker
- Mario Artist: Sound Maker
- Mario Artist: Video Jockey
- Mario Party 1 64DD[17] (extension du jeu Mario Party 1)
- Mario Party 2[18] (sorti au format cartouche)
- Mission: Impossible (sorti au format cartouche)
- Mission: Impossible 64DD (extension du jeu Mission: Impossible)
- Morita Shogi 64 (sorti au format cartouche)
- Mother 3 ("EarthBound 64") (sorti sur Game Boy Advance)
- Mother 3.5 (extension du jeu Mother 3)
- Mysterious Dungeon
- Namco RPG
- Ogre Battle 64: Person of Lordly Caliber (sorti au format cartouche)
- Pokémon Snap (sorti au format cartouche)
- Pokémon 64/Pokémon RPG
- Pokémon Stadium (sorti au format cartouche)
- Pokémon Stadium Expansion Disk (extension du jeu Pokémon Stadium)
- Pokémon Stadium 2 (sorti au format cartouche)
- Project Cairo[19]
- Quest 64 Add-On (extension du jeu Quest 64)
- Rev Limit
- Seaman (sorti sur Dreamcast)[20]
- SimCopter 64
- SnowSpeeder (sorti au format cartouche)[21]
- Super Mario 64 2[22],[23](qui évoluera progressivement pour devenir Super Mario Sunshine en 2002)
- Super Mario RPG 2[23] (sorti au format cartouche sous le nom de Paper Mario)
- Suul[21]
- Tank
- Teo
- Tetris Attack (テトリスアタック?) (développé par Data East, apparait lorsque le jeu The New Tetris est lancé avec le 64DD)
- Tetris Wars
- Tonic Trouble Add-On (extension du jeu Tonic Trouble)
- Toukon Road: Brave Spirits Add-On (extension du jeu Toukon Road: Brave Spirits)
- Twelve Tales: Conker 64 (sorti au format cartouche sous le nom de Conker's Bad Fur Day)
- Wall Street
- Ultra Donkey Kong (sorti au format cartouche sous le nom de Donkey Kong 64)[22],[24],[25]
- Ura Zelda (extension du jeu The Legend of Zelda: Ocarina of Time)
- Yousuke Ide's Mah-jongg School[26]
- Zelda 64 (sorti au format cartouche sous le nom de The Legend of Zelda: Ocarina of Time)[5]
- Zelda Gaiden (sorti au format cartouche sous le nom de The Legend of Zelda: Majora's Mask)